# Championnat du pays de Galles féminin de football 2020-2021
Navigation
Édition précédente Édition suivante
La saison 2020-2021 du Championnat du pays de Galles féminin de football Welsh Premier League est la douzième saison du championnat. Le Swansea City Ladies Football Club vainqueur du championnat précédent remet son titre en jeu.

## Organisation
La compétition s'organise en une poule de championnat dans laquelle chaque équipe rencontre deux fois chacune de ses opposantes, une fois à domicile et une fois à l’extérieur.

## Participantes
Ce tableau présente les neuf équipes qualifiées pour disputer le championnat 2020-2021. On y trouve le nom des clubs, le nom des entraîneurs et leur nationalité, la date de création du club, l'année de la dernière montée au sein de l'élite, le nom des stades ainsi que la capacité de ces derniers.
Au terme de la saison 2019-2020, le Llandudno Ladies Football Club qui abandonné la compétition après six journées est relégué. C'est le Cascade Youth Club Women qui le remplace au plus haut niveau.
| \| Cardiff Met Swansea City Cardiff City PT Abergavenny Cyncoed Briton Ferry Aberystwyth Cascade \| Localisation des clubs engagés dans le championnat. |
| Cardiff Met Swansea City Cardiff City PT Abergavenny Cyncoed Briton Ferry Aberystwyth Cascade                                                           |

| Nom du club                                   | Entraîneur | Date de création | Dernière montée | Stade                                        | Capacité |
| --------------------------------------------- | ---------- | ---------------- | --------------- | -------------------------------------------- | -------- |
| Abergavenny Women Football Club               |            |                  |                 | Pen-Y-Pound Stadium                          |          |
| Aberystwyth Town Ladies Football Club         |            |                  |                 | Park Avenue                                  |          |
| Briton Ferry Llansawel Athletic Football Club |            |                  |                 | Old Road                                     |          |
| Cardiff City Football Club                    |            |                  |                 | Leckwith Athletics Stadium                   |          |
| Cardiff Met Women's Football Club             |            |                  |                 | Cardiff Metropolitan University              |          |
| Cascade Youth Club Women                      |            |                  | 2020            |                                              |          |
| Cyncoed Ladies Football Club                  |            |                  |                 | Cardiff University Playing Fields Llanrumney |          |
| Port Talbot Town Ladies Football Club         |            |                  |                 | The Genquip Stadium                          |          |
| Swansea City Ladies Football Club             |            |                  |                 | Llandarcy Academy of Sport                   | 2 000    |

## Compétition

### Déroulement
La première journée du championnat s'est tenue le dimanche 27 septembre 2020.
Le match de la première journée opposant l'équipe de Cardiff City à celle de Swansea City a fait l'objet d'une retransmission en direct sur la chaine publique régionale galloise S4C, une première au Pays de Galles pour un match de football féminin local. Swansea City l'a emporté 3 à 0.
Le championnat est suspendu du 23 octobre au 9 novembre 2020 en raison du confinement national dû à la pandémie de coronavirus.
Le 22 décembre 2020, le championnat est à nouveau suspendu en raison de la pandémie de coronavirus. La compétition ne reprend que le 7 mars 2021.
Swansea City remporte son 5e titre lors de la dernière journée le 30 mai 2021.
La Fédération galloise de football annonce à la fin de saison une restructuration des compétitions nationales, avec un premier niveau national et un deuxième niveau régional. Les clubs admis en première division sont choisis sur des critères « sportifs, de viabilité financière, de ressources humaines et de marketing », ce qui donne des relégations à contre-sens des résultats sportifs : Abergavenny (4e),  Briton Ferry Llansawel (7e et Cascade YC (8e) sont relégués ; le Cascade YC compare cette décision au projet de Super Ligue tandis que la capitaine d'Abergavenny déclare que la décision affecte la santé mentale de l'équipe, qui estime ne pas être jugé sur le mérite.

### Classement
| Rang | Équipe                  | Pts | J  | G  | N | P  | Bp | Bc | Diff |
| ---- | ----------------------- | --- | -- | -- | - | -- | -- | -- | ---- |
| 1    | Swansea City Ladies T L | 42  | 16 | 13 | 3 | 0  | 53 | 1  | +52  |
| 2    | Cardiff Met             | 41  | 16 | 13 | 2 | 1  | 60 | 8  | +52  |
| 3    | Cardiff City            | 32  | 16 | 10 | 2 | 4  | 39 | 27 | +12  |
| 4    | Abergavenny WFC         | 25  | 16 | 7  | 4 | 5  | 31 | 19 | +12  |
| 5    | Port Talbot Town Ladies | 25  | 16 | 7  | 4 | 5  | 28 | 30 | -2   |
| 6    | Cyncoed LFC             | 16  | 16 | 4  | 4 | 8  | 17 | 34 | -17  |
| 7    | Briton Ferry Llansawel  | 11  | 16 | 3  | 2 | 11 | 14 | 48 | -34  |
| 8    | Cascade YC P            | 7   | 16 | 2  | 1 | 13 | 9  | 53 | -44  |
| 9    | Aberystwyth Town Ladies | 5   | 16 | 1  | 2 | 13 | 6  | 37 | -31  |

| Légende : Qualifications et relégations | Légende : Qualifications et relégations                                                                  |
| --------------------------------------- | --- |
|                                         | Ligue des champions féminine de l'UEFA 2021-2022                                                         |
|                                         | Relégation en deuxième division (hors critères sportifs)                                                 |
|                                         | T : Tenant du titre P : Promu L : Vainqueur de la Coupe de la Ligue du pays de Galles féminine 2020-2021 |

## Bilan de la saison
| Championnat du pays de Galles féminin de football 2020-2021                        |                         |
| Champion                                                                           | Swansea City (5e titre) |
| Dauphin                                                                            | Cardiff Met             |
| Coupes et trophées                                                                 |                         |
| Vainqueur de la Coupe de la Ligue du pays de Galles féminine 2020-2021             | Swansea City            |
| Qualifications continentales                                                       |                         |
| Ligue des champions féminine de l'UEFA 2021-2022                                   | Swansea City            |
| Promotions et relégations                                                          |                         |
| Promus en Championnat du pays de Galles féminin de football                        | Barry Town United       |
| Promus en Championnat du pays de Galles féminin de football                        | The New Saints          |
| Relégués en Championnat du pays de Galles féminin de football de deuxième division | Abergavenny WFC         |
| Relégués en Championnat du pays de Galles féminin de football de deuxième division | Briton Ferry Llansawel  |
| Relégués en Championnat du pays de Galles féminin de football de deuxième division | Cascade YC              |